# Robert Herrick
Robert Herrick (24 tháng 8 năm 1591 – 15 tháng 10 năm 1674) – nhà thơ Anh, người ủng hộ vua Charles I, học trò của Ben Jonson.

## Tiểu sử
Robert Herrick sinh ở khu phố thương mại Cheapside, London. Bố là Nicholas Herrick – một thợ kim hoàn, tự tử khi Robert mới lên 1 tuổi. Từ nhỏ được chú là William Herrick dạy dỗ, sau đó được vào học tại trường St John's College, Cambridge. Năm 1617 nhận bằng cử nhân, năm 1620 nhận bằng thạc sĩ.
Sau khi tốt nghiệp Đại học, Herrick sống ở London, trở thành một nhà thơ có tiếng được nhiều nhà mạnh thường quân đỡ đầu. Năm 1623 ông nhận tước hiệu linh mục. Thời kỳ Nội chiến Herrick ủng hộ vua Charles I, sau khi nhà vua thất bại năm 1647 ông phải sống phiêu bạt một thời gian. Năm 1662 Charles II lên ngôi ông mới trở về London sống đến cuối đời ở xứ đạo.
Tập thơ của Herrick in năm 1648 gồm tập "Hesperides" – thơ trữ tình, thơ theo phong cách Anacreon và "Noble Numbes" – thơ quý tộc và thơ tôn giáo. Hàng ngàn bài thơ có đề tài rất đa dạng. Quan điểm thơ ca của Robert Herrick nổi tiếng qua những dòng thơ gửi người bạn sau đây:
| Julia, if I chance to die Ere I print my poetry, I most humbly thee desire To commit it to the fire: Better 'twere my book were dead Than to live not perfected. | Hỡi Julia, bạn thân thiết của ta Nếu ngày mai ta đi về ngôi mộ Chưa kịp in thơ đã chầu các cụ Thì bạn làm ơn đưa vào bếp lò Thà cứ để cho thơ cháy thành tro Còn hơn đem in ra làm thơ dở. |

Robert Herrick còn nổi tiếng là tác giả của bài thơ Gather Ye Rosebuds While Ye May (Những nụ hồng hãy nhanh tay góp nhặt) được họa sĩ John William Waterhouse lấy làm chủ đề và tên gọi cho những bức tranh nổi tiếng của ông. Robert Herrick mất ngày 15 tháng 10 năm 1674 ở London.

## Một số bài thơ ngắn
| Thơ về Cô gái Em cất bước đường xa Ra lệnh ngày đợi chờ Ngóng trông ngày trở lại Để cõi lòng tê tái Em thành tro, lọ tro. Không mua, không bán Nếu yêu anh, hãy nói Tình không bán không mua Em không đáng một xu Nếu anh – em từ chối. Gửi Bianca Bianca, anh biết Ngày ấy đã cận kề Mai mốt đây thần chết Gõ cửa là anh đi. Giọt nước mắt nóng bỏng Hãy rót lên mộ anh Em ơi, anh rất muốn Quay mặt về hướng Đông. Ngày Phán xử Chúa không cho con người biết ngày phán xử Để con người sống trong sợ hãi mỗi ngày Để cái ngày này luôn luôn là nỗi sợ Mà anh ta có thể gặp nó mỗi ngày. Những ngọn nến Ta thắp lên những ngọn nến trong đám tang Tục lệ đơn sơ nhưng vô cùng quan trọng Là để làm cho tĩnh lặng những linh hồn Bởi họ đi trong những áo quần màu trắng Và ở nơi kia sống trong ánh sáng vĩnh hằng. Nỗi buồn Chúa Giê-su Buồn là phận của ta: hãy vác cây thánh giá Hoặc là sau khi chết sẽ chịu nhiều đau khổ. Giê-hô-va Boetius nói về Thiên Chúa như vầy: Không có số nhiều trong bản chất của Ngài. Điều khó xử Đức Chúa Trời làm con chiên khó xử Khi Ngài không nghe lời nguyện cầu của họ. Điều khó xử khác Chúa từ chối lời cầu nguyện – là điều nhục nhã Và xấu hổ cho con chiên – Cassiodore nói thế. Thiện và Ác Thiện và Ác đã trộn lẫn từ xưa Thiện thiếu Ác không tồn tại bao giờ. Khởi đầu và kết thúc Phao-lô khởi đầu bằng cái xấu nhưng kết thúc bằng cái tốt Giu-đa khởi đầu bằng cái tốt nhưng kết cục gian manh Thế nên chúng ta cần đánh giá trong sự tôn sùng Không ở sự khởi đầu mà chính là kết cục. Ngày phán xét Chẳng ai được thưởng trong ngày phán xét cuối cùng Dù Đức Chúa Trời xưa nay vẫn nhân hậu, bao dung. Bản dịch của Nguyễn Viết Thắng | N.848.Upon a Maid Gone she is a long, long way, But she has decreed a day Back to come, and make no stay: So we keep, till her return, Here, her ashes, or her urn. N.1055.Nor Buying or Selling. Now, if you love me, tell me, For as I will not sell ye, So not one cross to buy thee I'll give, if thou deny me. N.991. To Bianca. Ah, Bianca! now I see It is noon and past with me: In a while it will strike one; Then, Bianca, I am gone. Some effusions let me have Offer'd on my holy grave; Then, Bianca, let me rest With my face towards the East. N.142. THE JUDGMENT-DAY. God hides from man the reck'ning day, that he May fear it ever for uncertainty; That being ignorant of that one, he may Expect the coming of it every day. N.181. TAPERS. Those tapers which we set upon the grave In fun'ral pomp, but this importance have: That souls departed are not put out quite; But as they walked here in their vestures white, So live in heaven in everlasting light. N.159. Christ's Sadness Christ was not sad, i' th' garden, for His own Passion, but for His sheep's dispersion. N.168. Jehovah Jehovah, as Boetius saith, No number of the plural hath. N.169. Confusion of Face God then confounds man's face when He not bears The vows of those who are petitioners. N-170. Another The shame of man's face is no more Than prayers repell'd, says Cassiodore. N.172. Good and Bad The bad among the good are here mix'd ever; The good without the bad are here plac'd never. N-200. Beginnings and Endings Paul, he began ill, but he ended well; Judas began well, but he foully fell: In godliness not the beginnings so Much as the ends are to be look'd unto. N.234. The Judgment-Day In doing justice God shall then be known, Who showing mercy here, few prized, or none. |